# غرينويتش (نيويورك)
غرينويتش (بالإنجليزية: Greenwich (town), New York)‏ هي بلدة أمريكية تقع في الولايات المتحدة في نيويورك (ولاية). يقدر عدد سكانها بـ 4,896 نسمة .

## أعلام
- ماري مسيلروي
- ديفيد إدوارد كرونين